# Gjoko Taneski
Gjoko Taneski (in macedone Ѓоко Танески; Ocrida, 2 marzo 1977) è un cantante macedone.
Ha partecipato all'Eurovision Song Contest 2010 come rappresentante della Repubblica di Macedonia presentando il brano Jas ja imam silata.